# Protjeravanje Hrvata iz Srijema 1990-ih godina
Protjerivanje Hrvata iz Srijema 1990-ih godina bila je prisilna migracija izazvana zločinačkih pritiskom velikosrpskih političkih snaga podržanih tadašnjim srbijanskim režimom Slobodana Miloševića, dijelom i u organizaciji specijalnih postrojbi srbijanske Službe državne bezbednosti "Crvene beretke". Etničko čišćenje, u kojemu je protjerano između 20 i 30 tisuća pripadnika starosjedilačke hrvatske zajednice u Srijemu, dogodilo se u vrijeme Domovinskog rata u obližnjoj Hrvatskoj, ali posve izvan bilo kakvih vojnih operacija. Protjerani Hrvati se poslije nisu mogli vratiti u svoj zavičaj, a organizatori i počinitelji tog etničkog čišćenja nisu kažnjeni.
Nakon osamostaljenja Hrvatske, počela je u studenom 1991. godine Bitka za Vukovar, te su se Hrvati u dijelu Srijema koji se nalazi u Republici Srbiji našli u krajnje neugodnoj situaciji. Osim raznih prijetnji, bacanja bombi u dvorišta i ispisivanja prijetećih poruka na zidove kuća, na više mjesta je bilo ubojstava u kojima su žrtve bili etnički Hrvati, koje policija nije (ni tada ni poslije) rasvijetlila. U protjerivanju Hrvata, kojim se htjelo osloboditi kuće i imanja za naseljavanje Srba iz Hrvatske, prednjačila je Srpska radikalna stranka, kojoj je na čelu bio Vojislav Šešelj; on je u velikom pretežno hrvatskom selu Hrtkovci predvodio 6. svibnja 1992. godine politički skup na kojemu su javno čitani popisi Hrvata iz Hrtkovaca koji su "nepoželjni".
U Zagrebu je 1991. godine osnovana Zajednica protjeranih Hrvata Srijema, Bačke i Banata, koja nastoji da se spomen na ovo prisilno iseljavanje ne izbriše. Takvo nastojanje održavaju i politički predstavnici Hrvata u Vojvodini.

## Vanjske poveznice
- Demokratski savez Hrvata u Vojvodini: Očekujemo da zločini nad Hrvatima u Vojvodini napokon dobiju svoja razrješenja, pristupljeno 5. rujna 2020.